# علامت قابیل (فیلم ۱۹۴۷)
علامت قابیل (انگلیسی: The Mark of Cain) یک فیلم است که در سال ۱۹۴۸ منتشر شد.